# Georg von der Gabelentz
Hans Georg Conon von der Gabelentz, né à Poschwitz près d'Altenbourg (duché de Saxe-Altenbourg) le 16 mars 1840 et mort à Lemnitz le 11 décembre 1893, est un philologue et sinologue allemand.
Il connaissait environ 80 langues et en parlait à peu près 20 couramment. Il est connu notamment pour ses travaux sur les langues mélanésiennes.